# Stiphroneura limoiana
Stiphroneura limoiana är en insektsart som först beskrevs av C.-k. Yang in C.-k. Yang och X.-l. Wang 2002.  Stiphroneura limoiana ingår i släktet Stiphroneura och familjen myrlejonsländor. Inga underarter finns listade i Catalogue of Life.